# Henry Harrison Walker
Henry Harrison Walker (15 octobre 1832 - 22 mars 1912) est un brigadier-général de l'armée des États confédérés au cours de la guerre de Sécession (guerre civile). Il est né dans le comté de Sussex, en Virginie. Il est diplômé de l'académie militaire américaine de West Point, New York en 1853 et sert comme officier dans l'armée des États-Unis de 1853 à 1861. Walker est blessé deux fois pendant la guerre et perd son pied gauche. Après la guerre, il devient courtier à Morristown, dans le New Jersey où il vit jusqu'en 1912.

## Biographie

### Avant la guerre
Henry H. Walker naît le 15 octobre 1832 à « Elmwood » dans le comté de Sussex, en Virginie,. Il est diplômé de l'académie militaire américaine de West Point, New York en 1853, quarante-et-unième dans une promotion de cinquante-deux cadets,,. Le 1er juillet 1853, il est breveté second lieutenant dans le 3rd U.S. Infantry Regiment. Le 3 mars 1855, il est nommé second lieutenant dans le 6th U.S. Infantry Regiment. Walker est promu premier lieutenant le 1er mai 1857. Walker sert en service de garnison sur la frontière. Il est également aide-de-camp du gouverneur du Kansas au cours des conflits frontaliers du milieu jusqu'à la fin des années 1850 qui aboutiront à ce que le territoire soit appelé le « Bleeding Kansas »,,.

### Guerre de Sécession
Henry Harrison Walker démissionne de l'armée américaine, le 3 mai 1861,,. Il a déjà été nommé capitaine dans l'infanterie de l'armée des États confédérés (l'armée régulière des États confédérés) le 16 mars 1861 ou, selon d'autres versions, a été nommé à ce poste peu de temps après sa démission de l'armée américaine,,.
En novembre 1861, Walker est promu lieutenant-colonel du 40th Virginia Volunteer Infantry Regiment,,. Il est promu colonel du régiment en juin 1862 et mène les hommes lors de la bataille des Sept Jours. Le 27 juin 1862, il est blessé à deux reprises lors de la bataille de Gaines Mill,,. Il est affecté au commandement d'un camp de convalescence, puis à la défense de Richmond, en Virginie, entre septembre 1862 et le 1er juillet 1863,,. Au cours de la campagne de Gettysburg, Walker arme des centaines de convalescents et aide à la garde Richmond, tandis que presque toutes les troupes en bonne santé sont en campagne.
Le 1er juillet 1863, Walker est promu brigadier général et après la campagne de Gettysburg est affecté à la division du major-général Henry Heth du troisième corps d'armée de l'armée de Virginie du Nord, d'abord commandant d'ancienne brigade de Heth, puis la brigade du brigadier général James J. Archer, après la blessure grave d'Archer,,. Walker sert en tant que commandant de la brigade, sous les ordres de Heth jusqu'à ce qu'il perde son pied gauche lors de la bataille de Spotsylvania Court House le 10 mai 1864,,. Il participe à la bataille de Bristoe Station le 14 octobre 1863, à la bataille de Mine Run et, après avoir servi dans la vallée de Shenandoah au cours de l'hiver 1864-1864, lors de la bataille de la Wilderness avant sa blessure à Spotsylvania Court House,,.
Walker sert dans une cour martiale dans le département de Richmond à compter du 7 novembre 1864,,. Il est affecté à la défense du chemin de fer de Richmond et Danville pendant le siège de Petersburg à partir de février 1865 jusqu'à l'évacuation de Richmond, dans la nuit du 2 avril 1865, après la chute des défenses de Petersburg, en Virginie, à la bataille des Five Forks et la troisième bataille de Petersburg,,. On rapporte qu'il a apporté la nouvelle de la capitulation du général Robert E. Lee et de l'armée de Virginie du Nord à Appomattox court House, le 9 avril 1865 au président confédéré Jefferson Davis à Danville, en Virginie,. Davis ordonne à Walker de prendre les troupes confédérées à Danville pour se joindre à la force du général Joseph E. Johnston en Caroline du Nord, mais Walker, apparemment, n'a pas respecté l'ordre futile, ou est incapable de s'y conformer avant que Johnston ne se rende au major-général de l'Union William Tecumseh Sherman , le 18 avril 1865 (officiellement le 26 avril 1865). Walker est libéré sur parole à Richmond, en Virginie, le 7 mai 1865,,.

### Après la guerre
Après la guerre de Sécession, Walker part pour le New Jersey et devient courtier,,. Henry Harrison Walker meurt à Morristown, New Jersey le 22 mars 1912,,. Il est enterré dans le cimetière d'Evergreen à Morristown,.